# Arie Pronk
Arie Pronk (Gouda, 29 november 1929 – Zwijndrecht, 28 april 1991) was een Nederlands componist en koordirigent.
Het oeuvre van Pronk bevat onder andere muziekstukken als Surely Jesus is coming, Openbaring en Eens zal op de grote morgen. 
Daarnaast was Pronk dirigent van verschillende koren, waaronder Deo Cantemus, The (Young) Credo Singers, Song of Praise, Christelijk Residentie Mannenkoor, IJE koor. Ook was hij dirigent bij de drukbezochte kerstconcerten in De Doelen in Rotterdam waar hij nieuw talent een podium gaf en haalde hij bekende namen naar Nederland. 
Ook maakte hij buitenlandse concertreizen met zijn koren waarbij meestal Jan van Weelden zijn vaste organist en Loek van der Leeden zijn vaste pianist waren.
Samen met ds. Willem Glashouwer sr., Jan Kits sr. en Albert Ramaker was hij grondlegger van de Evangelische Omroep. Naast directeur Bert Dorenbos bekleedde hij de functie van directeur muziek en bracht de programma's De Muzikale Fruitmand en Samen zingen met Arie Pronk. Het laatste is na zijn overlijden overgegaan in het programma Nederland Zingt. 